# Kristina Schlechter
Kristina Schlechter (* 19. September 1984 in Oschatz, jetzt Kristina Rübensam) ist eine deutsche Volleyball- und Beachvolleyballspielerin.

## Karriere Halle
Schlechter begann ihre Karriere in der Heimat beim sächsischen Bezirksligisten PSV Oschatz. 2004 wurde die Diagonalangreiferin vom damaligen Regionalligisten SC Potsdam verpflichtet. 2005 gelang ihr mit der Mannschaft der Aufstieg in die 2. Bundesliga Nord und 2009 der Aufstieg in die Bundesliga, wo sie bis 2012 spielte.

## Karriere Beach
Parallel zur Halle startete Schlechter 2008 mit dem Beachvolleyball an der Seite von Stefanie Kelm auf der Smart Beach Tour und anderen nationalen Turnieren. Mit Kathrin Rübensam nahm sie 2010 erstmals an den deutschen Meisterschaften in Timmendorfer Strand teil und belegte Platz 13. Von 2011 bis 2013 war Sophie Colditz die Standardpartnerin von Kristina Schlechter. Auf der Smart Beach Tour gelangen Colditz/Schlechter zahlreiche Top-Ten-Platzierungen, und bei den deutschen Meisterschaften belegten sie 2011 und 2013 jeweils den 13. Platz. 2015 spielte Schlechter zusammen mit Marika Steinhauff und 2016 wieder mit ihrer Schwägerin Kathrin Rübensam.